# Quinto Atrio
Quinto Atrio (en latín, Quintus Atrius) fue un oficial militar romano implicado en la segunda expedición a Britania por Julio César en el año 54 a. C. Quedó a cargo de diez cohortes de infantería y 300 de caballería para guardar la cabeza de playa mientras César comenzaba su marcha tierra adentro, pero detuvo el avance de su comandante al enviarle un mensaje de que la noche precedente había habido una intensa tormenta, casi todos los barcos resultaron despedazados y arrojados a la orilla, porque ni las anclas ni los cables habían podido resistir, ni los marineros y pilotos pudieron soportar la violencia de la tormenta; y así había habido gran daño de la colisión entre barcos.